# Jakob Hermann
Pour les articles homonymes, voir Hermann.
Jakob Hermann (ou Jacob) est un mathématicien suisse, né et mort à Bâle (16 juillet 1678-11 juillet 1733 ).

## Biographie
Jakob Hermann enseigna quelque temps à l'université de Padoue. Il voyagea en France, en Allemagne, en Russie, où il avait été appelé par Pierre le Grand, après avoir obtenu une chaire de philosophie à Francfort-sur-l'Oder, puis de morale à Bâle. Il était associé des académies des sciences de Paris, de Saint-Pétersbourg et de Berlin. On cite parmi ses ouvrages : De Phoronomiâ, sive de viribus et motibus corporum solidorum et fluidorum, Amsterdam, 1716, in-4.

## Œuvres
- (la) Phoronomia, sive De viribus et motibus corporum solidorum et fluidorum libri duo, Amsterdam, Rudolf Wetstein & Gerard Wetstein, 1716 (lire en ligne)